# Сильмариллион
«Сильмари́ллион» (англ. The Silmarillion, произносится: [silmaˈrilːiɔn]) — незаконченное произведение английского писателя Дж. Р. Р. Толкина, изданное посмертно его сыном Кристофером в 1977 году.
«Сильмариллион» представляет собой сборник мифов и легенд Средиземья, описывающих с точки зрения Валар и эльфов историю Арды с момента её сотворения. Если во «Властелине колец» действие разворачивается в конце Третьей — начале Четвёртой эпохи Средиземья, то «Сильмариллион» рассказывает о событиях от создания мира до конца Третьей (кратко излагая и события «Властелина колец»). Воссоздаёт обширное, хотя и неполное, повествование, описывающее вселенную Эа, в которой находятся земли Валинора, Белерианда, Нуменора и Средиземья.

## Место и время действия. Легендарное происхождение
Подразумевается, что действие «Сильмариллиона», как и прочих произведений Толкина о Средиземье, происходит в далёком прошлом Земли. Базируясь на этой идее, «Сильмариллион» в легендариуме Толкина выступает как переложение трёхтомного труда «Переводы с эльфийского» хоббита Бильбо Бэггинса, написанного им во время его пребывания в Ривенделле.
«Сильмариллион» — это история Войны эльфов-Изгнанников против Врага, все события которой происходят на северо-западе мира (в Средиземье). В него включено ещё несколько преданий о триумфах и трагедиях, однако заканчивается это всё катастрофой и гибелью Древнего Мира, мира долгой Первой эпохи.
Дж. Р. Р. Толкин в письме №131
Вместе с этим, согласно более поздней концепции Толкина, с точки зрения вторичного мира (Арды) «Сильмариллион» является «мифом внутри мифа» — т. е. результатом «смешения» исконно человеческих (нуменорских) преданий и вымыслов с легендами и летописями эльфов.
Титульный лист книги содержит надпись рунами Тенгвара. Значение надписи следующее:

Истории Первой эпохи, когда Моргот обитал в Средиземье, а эльфы пошли на него войной за возвращение Сильмариллов, к которым прибавлены истории о падении Нуменора и о Кольцах власти и Третьей эпохе, в которую эти истории заканчиваются.
| Эпоха                     | Эпоха                     | Длительность   | Длительность   | Квента Сильмариллион Раздел «Сильмариллиона» / описание                                                                                          |
| ------------------------- | ------------------------- | -------------- | -------------- | --- |
| Создание мира             | Создание мира             | —              | —              | Айнулиндалэ (Музыка Айнур) Валаквента (о пантеоне Валар)                                                                                         |
| —                         | —                         | 43 598 лет     | 43 598 лет     | Квента Сильмариллион Мелькор уничтожает Светильники Валар Созданы Аман и Средиземье Валар поселяются в Валиноре Сотворение гномов, энтов и орлов |
| Первая эпоха              | Годы Древ                 | 4902 года      | 4312 лет       | Квента Сильмариллион Пробуждение эльфов и пленение Мелькора Мелькор (Моргот) похищает Сильмариллы Унголиант уничтожает Древа Валар               |
| Первая эпоха              | Годы Солнца               | 4902 года      | 590 лет        | Квента Сильмариллион Эльфы сражаются с Морготом в Белерианде                                                                                     |
| Вторая эпоха              | Вторая эпоха              | 3441 год       | 3441 год       | Акаллабет: Падение и затопление Нуменора |
| Третья эпоха              | Третья эпоха              | 3021 год       | 3021 год       | О Кольцах власти и Третьей эпохе (краткое содержание «Властелина колец»)                                                                         |
| Четвёртая — Седьмая эпохи | Четвёртая — Седьмая эпохи | более 6000 лет | более 6000 лет | (По настоящее время, современный мир) |

## Сюжет

### Айнулиндалэ и Валаквента
В первой части «Сильмариллиона», Айнулиндалэ («Музыка Айнур»), Толкин рассказывает читателю о происхождении своей вселенной — о великой битве до начала времён и о создании мира. В основе его космогонии, его модели происхождения вселенной, лежит «падение ангелов».
Во вселенной Толкина Творец носит имя Эру («Единого»), его также называют Илуватар («Отец всего»). Ангелы — Айнур, бессмертные духи, «порождения его мысли». Низвергнутый ангел-бунтарь — Мелькор, чьё имя означает «восставший в могуществе». Ему противостоит Манвэ («Благословенный»). Поле битвы — Чертоги Безвременья — вечность, созданная Эру Илуватаром.
Илуватар задаёт Айнур тему и повелевает воплотить её в Великую Музыку. Голоса Айнур сплетаются в песнь, которая заполняет Пустоту. Мелькор, располагавший по воле Эру Илаватара знанием, превосходившим то, что было дано его собратьям, пытается вплести в Великую Музыку свои собственные помышления, желая «возвеличить славу и мощь назначенной ему роли», чем вызывает разлад. Илуватар дважды останавливает Великую Музыку и изменяет основную тему, но всякий раз нестройная песнь Мелькора звучит ещё яростнее, споря с нею. В конце концов Илуватар останавливает Музыку и представляет Айнур зримое, материальное воплощение исполненной ими Великой Музыки.
Узрев, что Айнур страстно желают осуществления всего увиденного ими, Илуватар создаёт материальную Вселенную (Эа) и Арду. Часть Айнур спускается в созданный мир, став Валар, властелинами Арды. Войдя в сотворённый мир, Валар становятся его неотъемлемой частью и формируют обитель для прихода Детей Илуватара — эльфов и людей. Мелькор, возжелавший полной власти над Ардой, объявляет её своим королевством. Против него выступает брат его, Манвэ; на помощь ему слетают многие духи, чтобы не помешал Мелькор завершению их трудов. Война продолжается тысячи лет, пока через нескончаемые разрушения мир не принимает окончательную форму.
Валаквента («Рассказ о Валар») подробно описывает Мелькора и каждого из 14 Валар, а также несколько Майар. Помимо этого излагается, как Мелькор соблазнил во время Великой Музыки многих Майар, в том числе Саурона и балрогов.

### Квента Сильмариллион
Квента Сильмариллион («История Сильмарилей»), которая составляет основную часть книги, содержит взаимосвязанные повествования о событиях Первой Эпохи Арды, складывающиеся в трагическую сагу о трёх драгоценных камнях — Сильмарилях.
После Первой войны с Мелькором Валар воздвигли в Арде два Светильника и создали первое королевство на острове Алмарен. Этому долгому миру пришёл конец, когда Мелькор тайно вернулся в Арду и низверг Светильники. Валар в Амане основали второе королевство Валинор. Йаванна вырастила два Древа Света, которые освещали Валинор, однако Средиземье пребывало во тьме Мелькора. В более поздних эпохах эти деревья дали плоды, которые стали Солнцем и Луной.
В преддверии прихода Перворождённых (эльфов) Варда сотворила над Средиземьем новые звёзды. Тогда же на берегах озера Куивиэнен в центре Средиземья проснулись первые эльфы, что стало началом Первой эпохи Детей Илуватара. Через некоторое время слуги Мелькора обнаружили эльфов и начали на них нападать. Из похищенных эльфов Мелькор создал орков. Узнав о проснувшихся эльфах и о нападениях на них Мелькора, Валар и Майар вошли в Средиземье, где сразились с Мелькором. Победив и пленив его, Валар пригласили эльфов переселиться в Аман. Часть эльфов приняла приглашение, однако многие (авари) отказались, а часть эльфов, выйдя в поход, остановилась по пути. Из трёх народов, отправившихся в путь, Амана достигли все ваниар и нолдор, а также многие тэлери. В Белерианде остались те эльфы, которые позже стали зваться синдар. Ими правили король эльфов Тингол и Майа Мелиан.
В Амане Феанор, сын короля нолдор Финвэ, создал Сильмарили — драгоценные камни, внутри которых был заключён свет Древ Валар. Тем временем Мелькор, которого Валар держали три века в заточении, после притворного раскаяния получил свободу. Освободившись, он начал распускать лживые слухи о том, что Финголфин хочет захватить власть, подняв мятеж против Финвэ и своего единокровного брата Феанора. Разлад среди эльфов привёл к изгнанию Феанора из Тириона. К нему присоединились его отец Финвэ и семь сыновей. На севере Валинора они выстроили крепость Форменос, в которой хранилось бесчисленное множество драгоценных камней, в том числе Сильмарили.
Мелькор в конце концов отомстил Валар — он погубил Два Древа с помощью демона-паучихи Унголиант, после чего убил Финвэ, похитил Сильмарили и скрылся в Средиземье. Здесь он восстановил мощь своих армий и уже через десять лет напал на эльфийское королевство Дориат, которым правили король эльфов Тингол и его супруга Мелиан. Так начались Войны Белерианда, длившиеся шесть столетий, до конца Первой эпохи.
Обезумевший от горя в связи с утратой Сильмариллов Феанор проклял Мелькора и нарёк его Морготом, Чёрным врагом мира. Феанор и его сыновья поклялись отомстить ему и любому, кто завладеет Сильмарилями. Феанор поднял бунт нолдор против Валар и повёл свой народ в Средиземье, устроив братоубийственную резню в Алквалондэ. После этого Мандос наложил на Феанора и его последователей проклятье. Финарфин вернулся в Валинор, Феанор же со своим войском на кораблях отплыл в Средиземье, предав Финголфина, который был вынужден вести своё войско через покрытый ледяными торосами залив Хелькараксэ, что привело к гибели многих его подданных.
Прибыв в Средиземье, нолдор под предводительством Феанора в Битве под Звёздами отразили нападение орков Моргота, но сам Феанор был убит балрогами. В 56 году Первой эпохи Солнца Моргот сумел собрать новую армию, но эльфы не только одержали победу над легионами орков, но и полностью их уничтожили. Ангбанд подвергся осаде, продолжавшейся четыре столетия. В 455 году новые легионы орков повели в бой балрогов и огнедышащих драконов. В результате двух битв Моргот одержал полную победу, и эльфийские королевства Белерианда были разрушены одно за другим.
После уничтожения Морготом Древ Валар создали небесные светила — Луну и Солнце. С первым восходом Солнца в Хильдориэне, на крайнем востоке Средиземья, проснулись первые смертные люди, некоторые из которых позже пришли в Белерианд и поселились рядом с эльфами. В Дориате появился смертный Берен, влюбившийся в Лутиэн, дочь короля Тингола. Король пытался помешать их браку, поставив перед Береном, как он считал, невыполнимую задачу: принести один из Сильмарилей из короны Моргота. Берен отправился за драгоценным камнем, но был схвачен Сауроном, могущественным слугой Моргота; с помощью Лутиэн он бежал, прокрался в крепость Моргота и украл Сильмариль из его короны, но был смертельно ранен, а Лутиэн умерла от горя. Однако она убедила Вала Мандоса вернуть к жизни Берена и себя, решив пожертвовать бессмертием ради не столь длинной жизни со своим возлюбленным.
Из смертных людей, друживших с эльфами, никто не получал так много заслуг и чести, как братья Хурин и Хуор. Хуор погиб в битве, но Хурина Моргот взял в плен и проклял его, чтобы он видел, как гибнут его сородичи. Сын Хурина, Турин Турамбар, был отправлен в Дориат, оставив мать и нерождённую сестру в королевстве отца (которое было захвачено врагом). Турин совершил много доблестных подвигов, величайшим из которых была победа над драконом Глаурунгом. Однако, несмотря на свой героизм, Турина терзало проклятие Мелькора, заставившее его невольно убить своего друга Белега, жениться и оплодотворить сестру Ниэнор, которую он никогда прежде не видел и которая потеряла память из-за чар Глаурунга. Прежде чем родился их ребёнок, заклятие было снято, когда дракон лежал умирая. Ниэнор, поняв, кого она вынашивает, покончила с собой. Узнав правду, Турин бросился на меч.
Сын Хуора, Туор, участвовал в судьбе скрытого нолдорского королевства Гондолина. Он женился на эльфийке Идриль, дочери Тургона, Лорда Гондолина (второй брак эльфов и людей). Когда Гондолин пал из-за предательства Маэглина, Туор спас многих его жителей от гибели. Все эльфийские королевства в Белерианде в конце концов пали, и выжившие бежали в гавань у моря, созданную Туором. Сын Туора и Идриль, Эарендиль Полуэльф, женился на Эльвинг, имевшей в своей родословной Берена и Лутиэн. Эльвинг принесла Эарендилю Сильмариль своих предков, некогда захвативших его у Врага, и, пользуясь его светом, Эарендиль отправился через море в Аман за помощью к Валар. Валар вняли; они атаковали и победили Моргота, полностью разрушив его крепость Ангбанд и потопив большую часть Белерианда; они изгнали Моргота из Арды. На этом кончается Первая эпоха Средиземья. Оставшиеся два Сильмариля достались последним оставшимся в живых сыновьям Феанора — Маэдросу и Маглору. Однако Маэдрос покончил с собой, прыгнув в огненную пропасть вместе с Сильмариллом, в то время как Маглор бросил свой Сильмариль в море и провёл остаток своих дней, блуждая по берегам мира, воспевая свое горе.
У Эарендиля и Эльвинг было двое детей: Эльронд и Эльрос. Как потомкам бессмертных эльфов и смертных людей, им был предоставлен выбор, к какому роду принадлежать: Эльронд предпочел остаться с эльфами, его брат — с людьми. Эльрос стал первым королем Нуменора и прожил до 500 лет, получив в обмен на свой выбор быть человеком довольно продолжительную жизнь.

### Акаллабет
Акаллабет («Падение») содержит около 30 страниц и повествует о возвышении и падении островного королевства Нуменор, населённого дунэдайн. После поражения Моргота Валар создали и подарили остров трём верным домам людей, которые помогали эльфам в войне против него. Благодаря милости Валар дунэдайн обрели необычайные мудрость, силу и жизнь, более долгую, чем предназначено любой другой смертной расе, что делало их ближе к высшим эльфам Амана Падение Нуменора произошло в значительной степени из-за растлённого влияния Майа Саурона (главного слуги Моргота), который возвысился во Второй эпохе и попытался завоевать Средиземье.
Нуменорцы выступили против Саурона, который понял, что не сможет победить их в бою, и он сдался им в плен, чтобы отправиться в Нуменор. Там он быстро завладел сознанием короля Ар-Фаразона, убеждая его, что можно стать бессмертным, взрастив тем самым семена зависти, которую Нуменорцы начали питать к эльфам Запада и Валар. Все знания и всё могущество Нуменора были направлены на то, чтобы избежать смерти; но это только ослабляло их и приближало всё больше к неминуемой гибели. Саурон советовал начать войну против самих Валар, чтобы добиться бессмертия, и поклоняться своему господину Морготу, который, по его словам, мог исполнить любое желание. Ар-Фаразон основал мощную армию и флот, и поплыл против Амана. Валар и эльфы Амана, потрясённые горем из-за предательства, взывали к Илуватару о помощи. Когда Ар-Фаразон высадился, Илуватар уничтожил весь флот и утопил сам Нуменор в наказание за восстание против истинного правления Валар. Илуватар вызвал гигантскую волну, какой никогда прежде не видели, которая полностью разрушила и затопила остров Нуменор, убив всех, кроме тех Дунэдайн которые уже уплыли на северо-восток, с этого катаклизма изменились очертания практически всех земель Средиземья.
Физический облик Саурона также погиб в руинах Нуменора, но как Майа его дух вернулся в Средиземье, но он был больше не в состоянии принять ту прекрасную форму, которую он когда-то имел. Некоторые нуменорцы, сохранившие верность Валар, спаслись и отправились к берегам Средиземья. Среди уцелевших были Элендиль, предводитель, потомок Эльроса, и двое его сыновей, Исильдур и Анарион, которые спасли росток белого древа Нуменора, будущее Белое древо Гондора. Они основали нуменорские королевства в изгнании: Арнор на севере и Гондор на юге. Элендиль был верховным королём обоих королевств, но передал управление Гондором Исильдуру и Анариону. Могущество изгнанных королевств значительно уменьшилось по сравнению с Нуменором, «но дикарям Средиземья оно показалось очень великим».
В конце упоминается, что затонувший Нуменор стал называться «Аталанта». Это привело многих читателей к теории, что Нуменор — это Атлантида; однако эта прямая связь была опровергнута самим Толкином, который утверждал, что это обыкновенное слово, созданное по правилу языка квенья.

### О Кольцах Власти и Третьей эпохе
Заключительная часть книги, состоящая примерно из 20 страниц, описывает события, происходившие в Средиземье во Вторую и Третью эпохи. Во Вторую эпоху Саурон был на пике своей силы в Средиземье, в это же время эльфы во главе с Келебримбором выковали Кольца власти. Саурон тайно выковал Единое кольцо, вложив туда основную часть своей мощи, чтобы властвовать над всеми, что привело к войне между свободными народами Средиземья и Сауроном, которая завершилась победой Последнего Союза, в которой эльфы и оставшиеся нуменорцы объединились, чтобы победить Саурона, и так закончилась Вторая эпоха. В начале Третьей эпохи Исильдур, владевший Единым кольцом, попал в засаду, где и потерял Кольцо в водах реки Андуин. В этой части также присутствует пересказ событий, предшествовавших и происходивших во «Властелине колец», включая угасание Гондора, возрождение Саурона, Белый Совет, предательство Сарумана и окончательное уничтожение Саурона вместе с Единым кольцом, после чего магия в краях Средиземья начала медленно угасать.

## Концепция и создание «Сильмариллиона»

### Создание текста
Толкин начал работу над историями, которые в будущем легли в основу «Сильмариллиона», ещё в 1914 году, замыслив их как английскую мифологию, объясняющую происхождение английской истории и культуры. Значительная часть этих ранних работ была написана в то время, когда Толкин, английский офицер, вернувшийся с Первой мировой войны, из Франции, лежал в госпитале. Первую историю — «Падение Гондолина» — он закончил в конце 1916 года.
Автор назвал эту коллекцию легенд «Книгой утраченных сказаний». Это название впоследствии стало заголовком двух первых томов «Истории Средиземья», которые включают эти ранние тексты. Истории изложены от лица морехода по имени Эриол (в более поздних версиях — англосакса Эльфвина), который обнаруживает остров Тол Эрессеа, на котором живут эльфы; эльфы же и повествуют ему о своей истории. Однако Толкин так и не закончил «Книгу утраченных сказаний»; вместо этого он написал поэмы «Песнь о Лейтиан» и «Песнь о детях Хурина».
Первой законченной версией «Сильмариллиона» были «Наброски мифологии» (англ. Sketch of the Mythology), написанные в 1926 году (позднее это произведение было включено в том IV «Истории Средиземья»). «Наброски» были 28-страничным рефератом, написанным для того, чтобы объяснить события, предшествующие истории Турина, Р. У. Рейнолдсу — другу Толкина, которому он посылал некоторые из своих текстов. «Наброски» Толкин развил в более полную версию «Сильмариллиона» — «Квента Нолдоринва» (кв. Quenta Noldorinwa), также включенную в том IV. «Квента Нолдоринва» стала последней завершённой непосредственно Толкином версией «Сильмариллиона».
В 1937 году, воодушевлённый успехом «Хоббита», Толкин отправил своему издателю, George Allen & Unwin, неполную, но всё же более развитую версию «Сильмариллиона», озаглавленную «Квента Сильмариллион» (кв. Quenta Silmarillion), однако издательство отклонило эту работу, признав её невнятной и «слишком кельтской». Вместо публикации «Квента Сильмариллион» издатель попросил Толкина написать продолжение «Хоббита». Толкин начал было править «Сильмариллион», но вскоре действительно приступил к написанию продолжения, ставшего впоследствии «Властелином Колец». Он возобновил работу над «Сильмариллионом» лишь после завершения «Властелина Колец» и очень желал опубликовать оба произведения вместе. Но, когда стало ясно, что это не представляется возможным, Толкин полностью посвятил своё время подготовке «Властелина Колец» к публикации.
В конце 1950-х годов Толкин вернулся к «Сильмариллиону», однако основная масса его трудов того времени была более посвящена теологическим и философским подтекстам его работ, нежели повествованиям. К этому времени Толкин начал сомневаться в фундаментальных аспектах работ, относящихся к самым ранним версиям «Сильмариллиона», и, похоже, чувствовал необходимость разрешить эти проблемы до окончания «финальной версии» книги. В это время он много писал на такие темы, как природа зла в Арде, происхождение орков, привычки и обряды эльфов, природа и значение перерождения Эльдар, а также об истории «плоского мира» и происхождении Солнца и Луны. В любом случае, помимо одного-двух исключений, в последние годы своей жизни он внёс в свой легендариум совсем немного изменений.

### Посмертная публикация
В течение нескольких лет после смерти своего отца Кристофер Толкин занимался составлением повествования «Сильмариллиона». Намерениями Кристофера Толкина являлись максимальное использование поздних работ Толкина и обеспечение наибольшей возможной внутренней непротиворечивости произведения (а также непротиворечивости «Властелину Колец»), хотя он признавал, что полной непротиворечивости добиться, видимо, невозможно. Как объясняется в «Истории Средиземья», Кристофер использовал множество источников для своей работы, где возможно полагаясь на тексты, написанные позже «Властелина Колец», но иногда обращаясь даже к таким ранним произведениям, как «Книга утраченных сказаний» 1917 года для заполнения имеющихся пробелов в повествовании. В одной из глав «Квента Сильмариллион» («О разорении Дориата»), к которой Толкин не прикасался с начала 1930-х годов, Кристоферу пришлось составлять повествование практически с нуля. Окончательный результат, который включал генеалогии, карты, алфавитный указатель и первый напечатанный список эльфийских слов, был опубликован в 1977 году.
После публикации (в «Истории Средиземья») подробных объяснений Кристофера Толкина о том, как он составлял впоследствии напечатанную книгу, многие тексты «Сильмариллиона» активно критиковались читателями. Все признавали, что задача Толкина-младшего была крайне тяжёлой, учитывая состояние текстов его отца на момент смерти последнего; некоторые критичные фрагменты более не принадлежали семье Толкина, и Кристоферу Толкину пришлось изучить огромное количество черновых материалов. В более поздних томах «Истории Средиземья» он продемонстрировал множество различных идей, сильно отличающихся от опубликованной версии. Кристофер Толкин высказал мысль о том, что, если бы он затратил на анализ текстов больше времени и обладал доступом ко всем текстам, то книга получилась бы весьма отличающейся от изданной. Однако на него оказывали огромное давление читатели и издатели его отца, которые требовали выпустить нечто, пригодное для печати как можно скорее. Некоторые[кто?] считают, что определённые части «Сильмариллиона» есть продукт более сына, чем отца, и поэтому место книги в легендариуме активно оспаривается в определённых[каких?] кругах.
В октябре 1996 года Кристофер Толкин поручил художнику-иллюстратору Теду Несмиту создать полноразмерные полноцветные произведения для первого иллюстрированного издания «Сильмариллиона». Оно было опубликовано в 1998 году, за ним последовало второе издание 2004 года, включающее исправления в имеющиеся, а также дополнительные иллюстрации Несмита.
В 1980—1990-х годах Кристофер Толкин опубликовал большинство из текстов своего отца о Средиземье в 12-томной серии «История Средиземья». В дополнение к исходному материалу и ранним черновикам некоторых частей «Властелина Колец», эти книги значительно расширяют и дополняют оригинальный материал, изданный в «Сильмариллионе», во многих случаях отличаясь от него. Многое Толкин планировал исправить, но только наметил в комментариях и заметках, некоторые новые тексты всплыли на поверхность уже после публикации «Сильмариллиона». «История Средиземья» также ещё раз показала, насколько незавершёнными на самом деле были более поздние части «Сильмариллиона»: некоторые из них никогда не переписывались ещё со времён «Книги утраченных сказаний».

### Влияние
«Сильмариллион» — сложное произведение, демонстрирующее влияние многих источников, основным из которых является карело-финский эпос «Калевала», особенно история Куллерво. Также очевидно влияние греческой мифологии: остров Нуменор, к примеру, напоминает Атлантиду. Толкин даже позаимствовал греческое слово «Атлантис» (Атлантида) и переделал его в квенийское слово «Аталантэ» (Падшая), обозначающее Нуменор, тем самым подчёркивая, что его мифология является отражением мифологии реального мира.
Греческая мифология также просматривается в образах Валар, которые позаимствовали многие свои атрибуты у олимпийских богов. Валар, как и олимпийцы, живут в видимом мире, но на высокой горе, отдельно от смертных. Однако же данная аналогия является достаточно приблизительной: образы Валар также содержат элементы и древнескандинавской мифологии. Некоторые из Валар обладают свойствами, делающими их похожими на асов, богов Асгарда. Например, Тора, физически наиболее сильного из богов, напоминают Оромэ, который сражается с чудовищами Мелькора, и Тулкас, физически сильнейший из Валар. Манвэ, владыка королевства Арды, в некотором отношении похож на Одина, «Всеотца». Толкин также говорил, что видит майа Олорина (Гэндальфа) как «странника, подобного Одину».
Тема «падения ангелов» характерна для мифов творения большинства мировых религий. В христианстве об этом говорится в «Откровении Иоанна Богослова»: ангелы под предводительством архангела Михаила одерживают победу над падшими ангелами Сатаны, низвергнутого с небес.
В «Сильмариллионе» также повествуется о создании и падении эльфов. Это повествование похоже на историю создания и грехопадения человека, изложенную в Книге Бытия. Как и все работы Толкина, «Сильмариллион» оставляет место для поздней христианской истории, и в одном из черновиков Толкина Финрод, один из ведущих персонажей «Сильмариллиона», рассуждает о необходимости воплощения Эру (Бога) для спасения человечества.
Влияние средневековой христианской космологии проявляется, в частности, в мифе о создании Вселенной через исполнение божественной музыки, о гармонии ангельского хора и диссонансе, вносимом в его пение падшим ангелом. Работы Блаженного Августина, посвящённые музыке, равно как и обширная средневековая традиция божественной гармонии (более известной нам сегодня по «музыке небесных сфер») служат основой для толкинского мифа о Творении.
Кельтские легенды демонстрируют своё влияние в истории об изгнании эльфов-Нолдор, которая заимствует некоторые элементы из истории Туата Де Дананн. Валлийское влияние сказывается в эльфийском языке синдарин, которому Толкин дал 

…лингвистическое свойство, сильно схожее (хотя и не аналогичное) с британским валлийским языком… поскольку он хорошо подходит к довольно «кельтскому» типу легенд и историй, рассказываемых о говорящих на нём.— Письма Дж. Р. Р. Толкина, письмо 144

## Отражение в искусстве и адаптации
Фанфики
- Наталья Васильева, Наталия Некрасова, «Чёрная книга Арды»
- Ольга Брилёва, «По ту сторону рассвета»
- Алексей Свиридов, «Звирьмариллион»

Компьютерные игры
- Angband
- Elendor[англ.]

Музыка
Событиям, описанным в «Сильмариллионе», посвящены тексты альбома «Nightfall in Middle-Earth» пауэр-метал-группы «Blind Guardian». Также упоминания героев и событий книги находим в песнях групп «Эпидемия», «Айрэ и Саруман» и других. По мотивам «Сильмариллиона» создана рок-опера «Финрод-зонг» за авторством участников рок-ордена «Тампль». Английская группа «Marillion» также взяла свое название от этого произведения, убрав его первый слог. Группа Summoning использует для своих текстов идеи, взятые из произведений Толкина, в том числе из Сильмариллиона.